# Station Meuse TGV
Station Meuse TGV is een spoorwegstation in de Franse gemeente Les Trois-Domaines ter hoogte van kilometer 213 langsheen de hogesnelheidslijn LGV Est die Parijs verbindt met het oosten van Frankrijk. Het is gelegen midden in de velden, vlak bij de Voie Sacrée die de provinciesteden Bar-le-Duc en Verdun, elk op zowat 25 kilometer afstand, met elkaar verbindt. 
In de oorspronkelijke plannen van de SNCF voor de LGV EST was hier geen stopplaats voorzien omdat het reizigerspotentieel in deze dunbevolkte regio onvoldoende groot werd bevonden. Het is slechts onder politieke druk van lokale autoriteiten (departement en regio) dat uiteindelijk beslist werd tot de bouw. Voor het eerste jaar werd gerekend op 40.000 reizigers, dit werd ver overtroffen. In 2014 was het aantal jaarlijks gebruikers opgelopen tot ongeveer 180.000.
Vanuit Bar-le-Duc en Verdun is het station op 30 minuten bereikbaar per bus. Deze pendeldiensten zijn volledig afgestemd op de dienstregeling van de circa tien hogesnelheidstreinen   
die er dagelijks stoppen en verbindingen onderhouden met Parijs, Straatsburg, Metz en Nancy.